# خورش به
خورش به یکی از انواع خورش است که از گوشت ماهیچه یا مغز ران بدون استخوان، پیاز داغ، روغن، به، شکر، آبلیمو، زعفران سائیده و حل شده در آبجوش و نمک تهیه می‌شود.